# Chiesa di Santa Maria del Soccorso (Alcamo)
La chiesa di Santa Maria del Soccorso (spesso chiamata chiesa del Soccorso) è una chiesa cattolica che si trova ad Alcamo, in provincia di Trapani.

## Storia
È una delle chiese più antiche di Alcamo, essendo stata fondata nel 1470 (essendo citata in un testamento di Nicolò Bonanno dell'8 maggio 1470 presso il notaio Giorgio Rogerio) probabilmente da un gruppo di mercanti di Genova, che facevano parte della confraternita di Maria santissima del Soccorso.
Questa chiesa faceva parte del complesso di un convento, restaurato nel 1654 dai padri Filippini, in quanto era un convento dell'Ordine di San Filippo che nel 1802 vendette l'intero complesso alla famiglia Rocca e Filippi assieme alla stessa chiesa del Soccorso che era la cappella del convento, e poi divenne la cappella padronale dei Rocca; tale cappella poi fu donata dalla stessa famiglia alla curia nei primi anni del 1900.

## Descrizione
Originariamente era in stile gotico e con tre navate ma la sua forma diventò ellittica nel corso della ricostruzione avvenuta nel 1736, allorché venne demolita, ricostruita e decorata con diversi stucchirealizzati da Nicolò Curti fratello di Lorenzo Curti che scolpì la statua lignea di Maria Santissima dei Miracoli di Alcamo.
Il portale centrale, in pietra bianca, con lo stipite e architrave con modanature, è sormontato da una lunetta attribuita al Berrettaro; rappresenta l'immagine di Santa Maria del Soccorso fra angeli.
Dopo i danni provocati alla chiesa dal terremoto del 1968, sia la statua sia la lunetta sono state custodite nella Basilica: oggi si trovano nel luogo originario.
Oggi sia il campanile sia la chiesetta del soccorso sono di proprietà della Basilica, essendo stati ricevuti per dono di Rocca Vincenzo.

## Opere
- Madonna del Soccorso: probabile scultura di Bartolomeo Berrettaro, rimaneggiata da Giacomo Gagini nel 1545
- Natività di Nostro Signore (1735), attribuita al catanese Olivio Sozzi (primo altare a destra)
- Madonna di Monserrato (1735), tela posta sul primo altare a sinistra (attribuita al catanese Olivio Sozzi)
- San Carlo Borromeo tela del XVII secolo
- San Filippo Neri tela dipinta nel 1637 da Francesco Minutilla[5], nel Museo d'arte sacra di Alcamo
- Santissima Trinità: dipinto realizzato dal sacerdote Francesco Alesi nel 1925
- Sant'Onofrio: dipinto del sacerdote Francesco Alesi
- Madonna delle Grazie, dipinto realizzato da Giovan Leonardo Bagolino (padre di Sebastiano Bagolino) nel 1566. Oggi si trova nella Cappella della Madonna di Fátima dentro la Basilica.

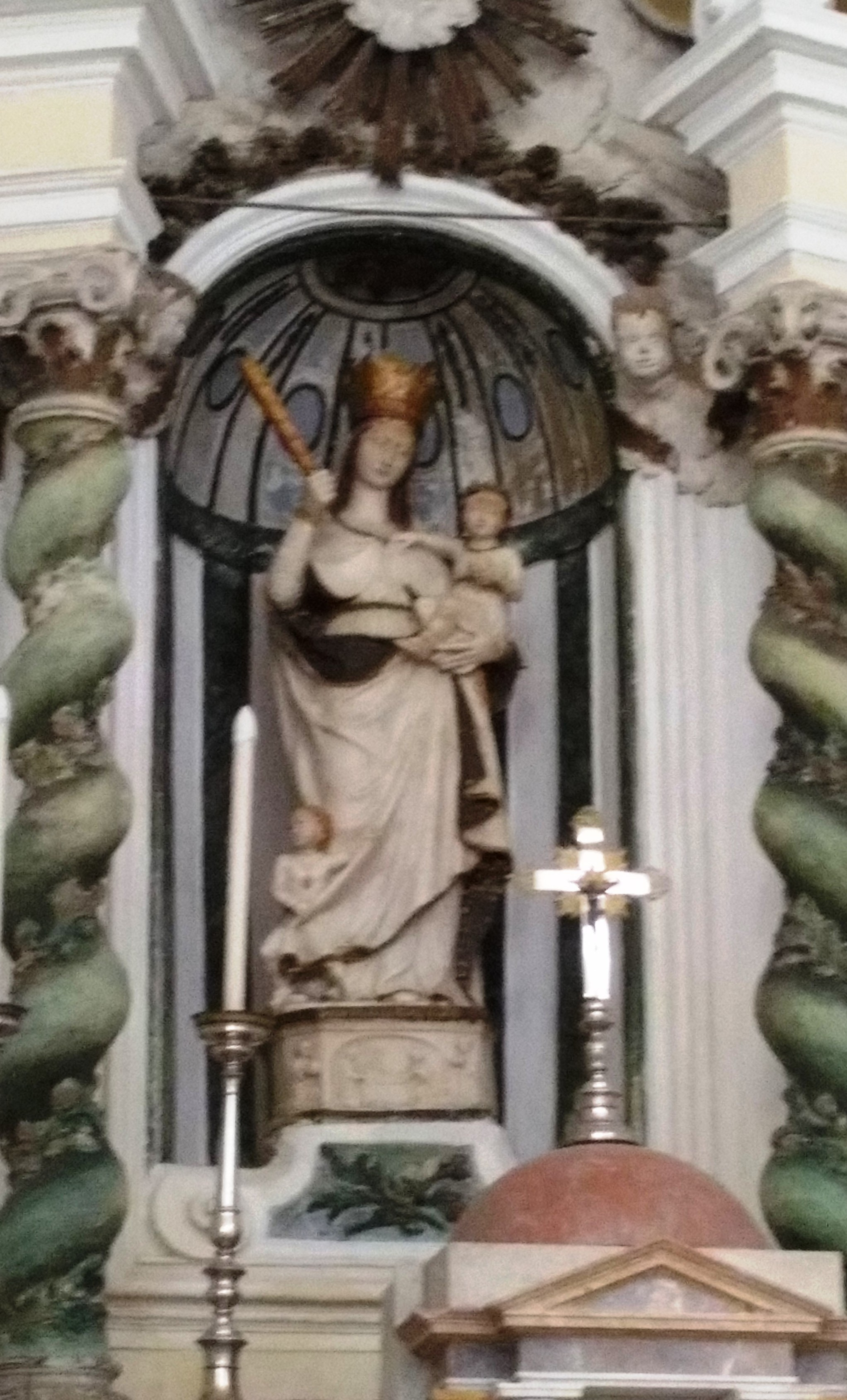
Statua in marmo di Bartolomeo Berrettaro, rifatta da Giacomo Gagini (1545)
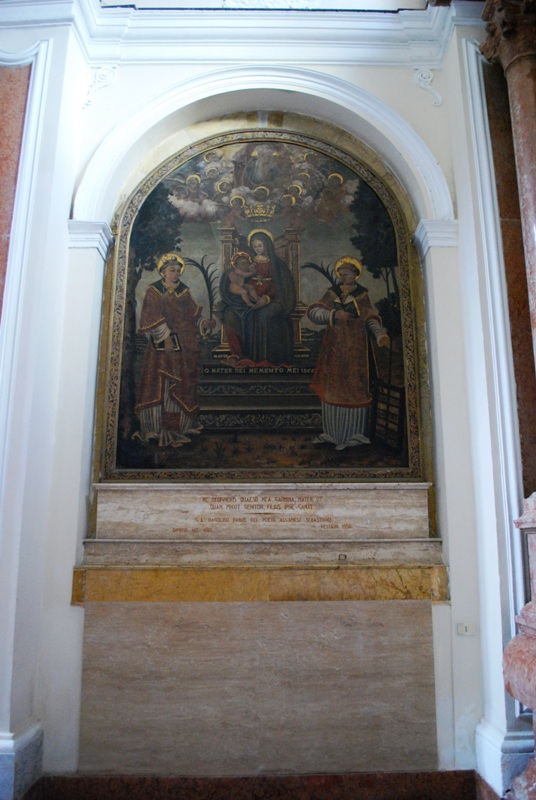
Madonna delle Grazie, nella Basilica
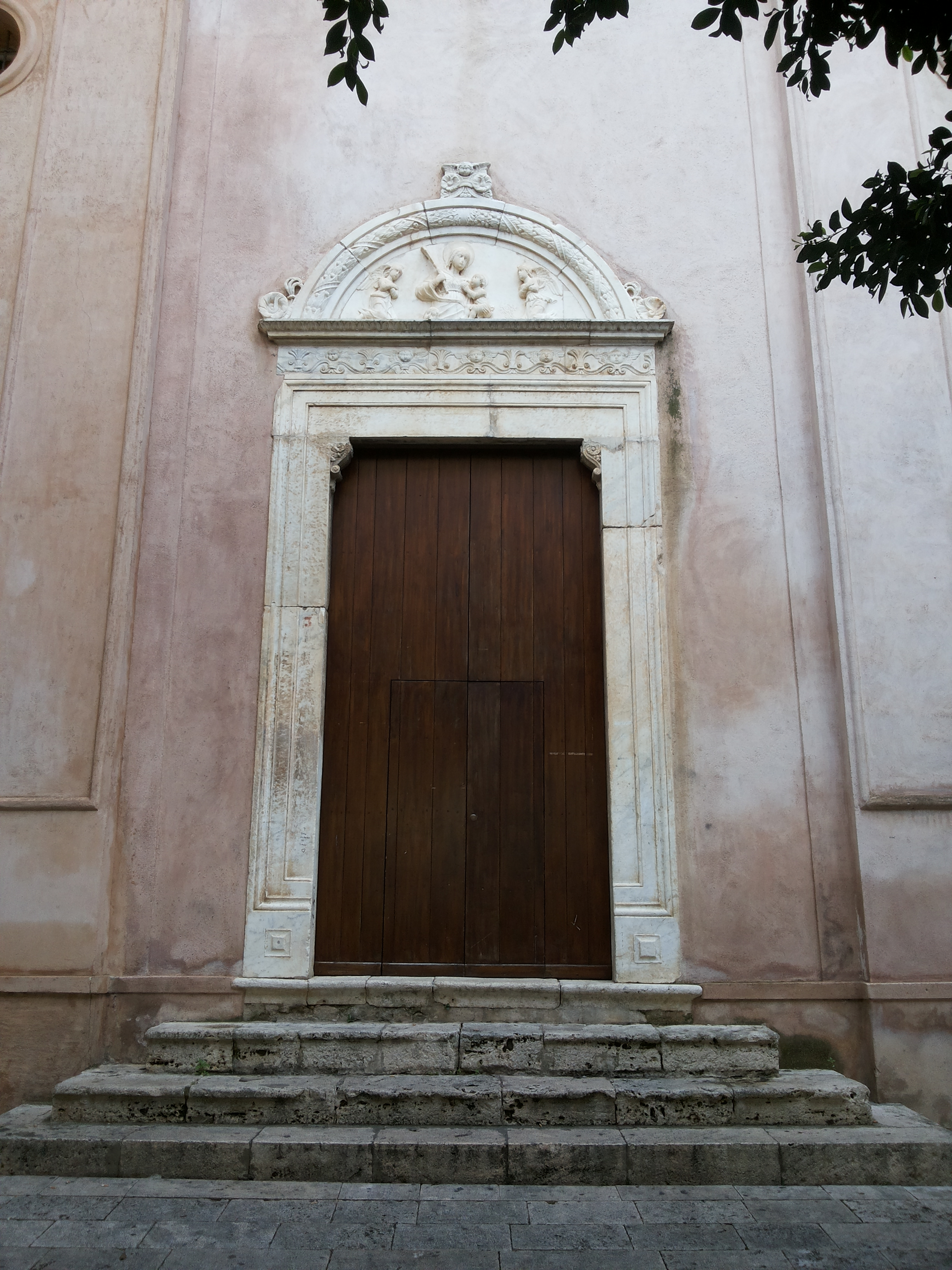
Portale della chiesa
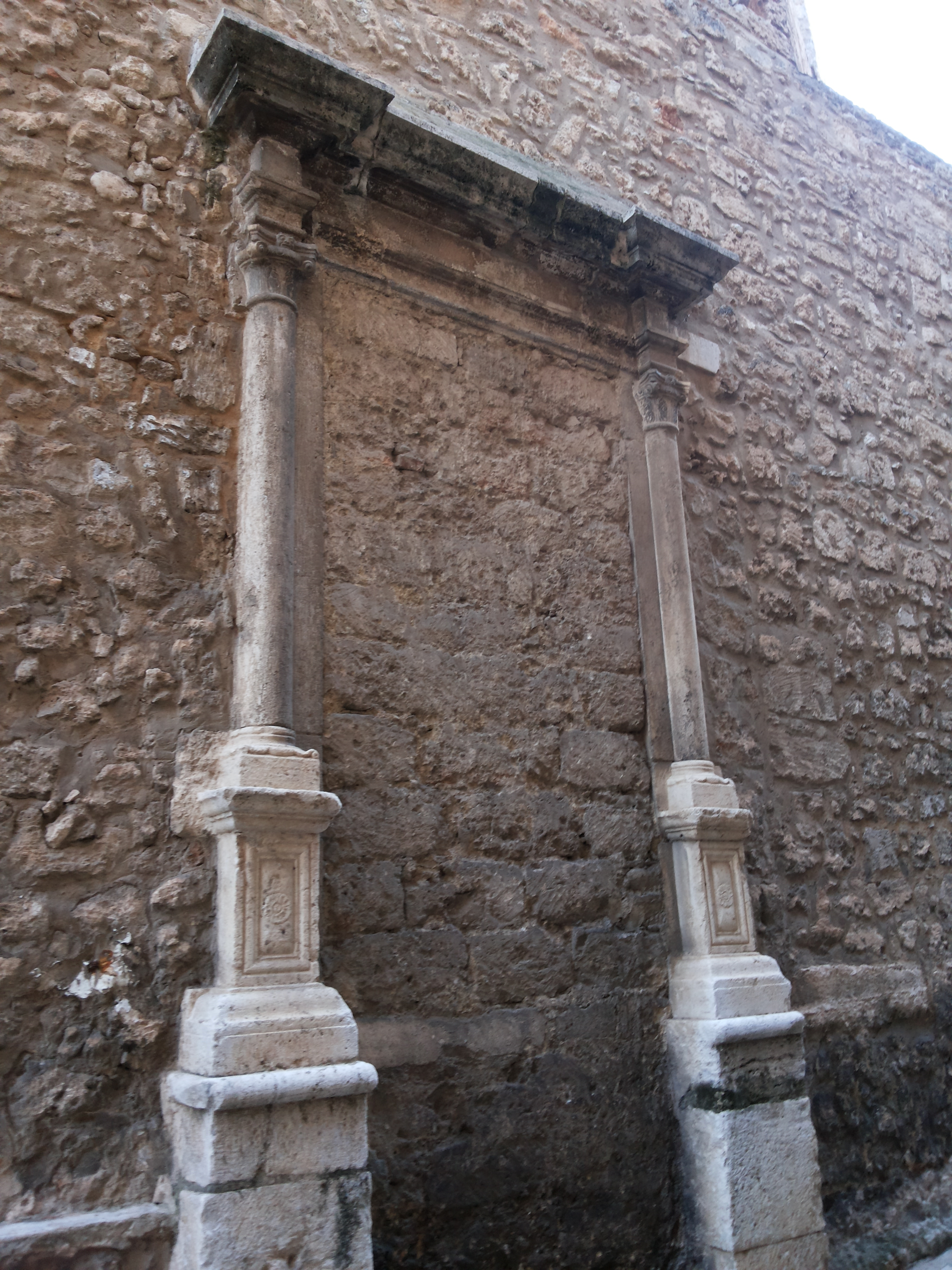
Vecchio portale laterale

## Madonna del Soccorso
Il culto di questa Madonna nacque a Palermo nel 1306, a seguito dell'apparizione al padre agostiniano Nicola La Bruna. Si dice che il monaco, in preda a un male inguaribile e ormai in fin di vita, fosse stato guarito grazie alla Madonna, che in cambio gli chiese di spargere la notizia dell'avvenuto miracolo e di farla invocare col nome di Santa Maria del Soccorso.
Grazie ai frati agostiniani, il culto della Madonna del Soccorso si estese in tutta Italia. Un altro titolo per la Santissima Vergine è quello di “Madonna della Mazza”, poiché viene rappresentata nell'atto di brandire una piccola mazza per percuotere il demonio che si rannicchia terrorizzato ai suoi piedi.
Un'altra vicenda, riguardante il culto della Madonna del Soccorso, si sviluppò nella vicina Castellammare del Golfo il 13 luglio 1718, quando durante una battaglia dinanzi al castello la Vergine apparse dalla montagna, liberando la cittadina del golfo dal pericolo. La visione spaventò le navi nemiche che abbandonarono l'impresa.

## La Confraternita
La Confraternita di Maria Santissima del Soccorso, attiva già nel 1430, era considerata una delle più antiche Confraternite di Alcamo.
Scopo principale era quello di praticare il culto della Madonna del Soccorso; secondo lo storico Ignazio de Blasi, i suoi appartenenti erano "uomini di campagna". Come abitino portavano sacco, visiera e mantello bianchi: sulla parte posteriore del mantello c'era l'immagine della Madonna.
I confrati concedevano 10 onze a 5 figlie di confratelli, orfane e vergini a seguito di sorteggio in alcuni giorni designati durante l'anno (5 febbraio festa di Sant'Agata, l'8 settembre, 8 dicembre e un altro giorno a loro scelta).
La festa di Santa Maria del Soccorso veniva celebrata l'8 dicembre, con la processione a cui partecipavano tutti i confrati preceduti da un crocifisso.
La Confraternita era ancora attiva nel 1924: da diversi anni non esiste più.

## Oratorio san Filippo Neri
Accanto alla chiesa fu istituita e aggregata alla stessa la nuova casa dell'Oratorio di San Filippo Neri, fondata dai sacerdoti don Francesco Terranova, Vincenzo Graffeo e Vincenzo Fontana.
Questo oratorio non ebbe lunga durata, poiché dopo circa 100 anni, essendo deceduto don Nicolò Cutino (1754) e non essendoci più alcun prete, venne chiuso: una parte di esso fu concesso alla chiesa del Soccorso, e un'altra parte al Conservatorio delle orfane.